# Charles Gwathmey
Charles Gwathmey (né le 19 juin 1938 à Charlotte – mort le 3 août 2009 à New York) est un architecte américain. Fils du peintre Robert Gwathmey et de la photographe Rosalie Gwathmey, Charles Gwathmey faisait partie du groupe des New York Five. Il a été l’élève de Paul Rudolph. En 1992, il a rénové le musée Guggenheim, à New York, bâtiment dessiné par Frank Lloyd Wright.

## Source
- (en) Cet article est partiellement ou en totalité issu de l’article de Wikipédia en anglais intitulé « Charles Gwathmey » (voir la liste des auteurs).